# Полсбрукердам
Полсбрукердам (нід. Polsbroekerdam) — селище в нідерландській провінції Утрехт. Входить до муніципалітету Лопік.

## Галерея

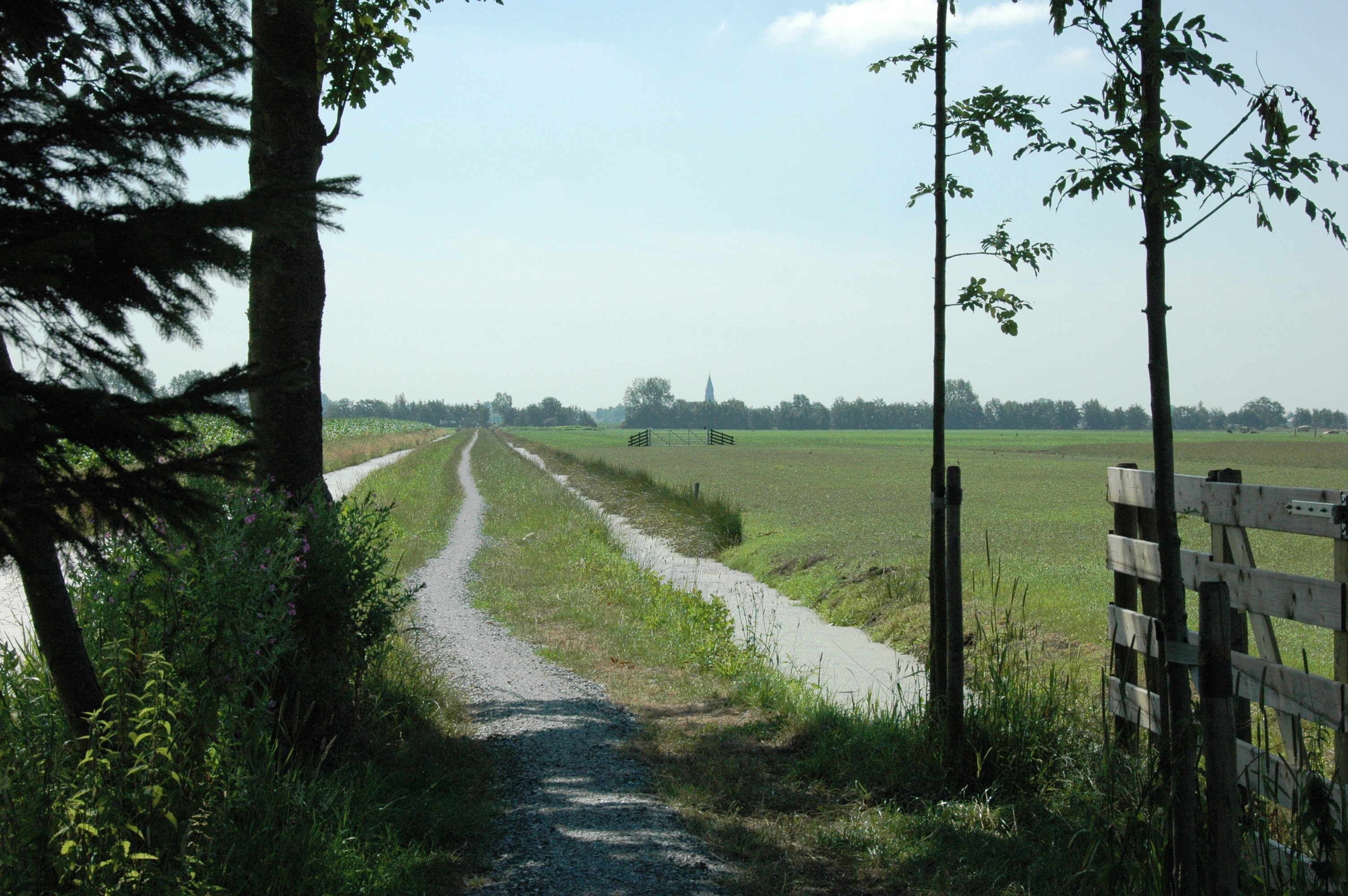
Дорога поблизу селища